# Гірнича промисловість Кувейту
Гірнича промисловість Кувейту — це фактично нафтова промисловість.

## Характеристика нафтової промисловості країни
Пошуково-розвідувальні роботи в К. ведуться з 1934. Перше родов. (Бурган) відкрите в 1938. Сер. глибина свердловин 3500-4000 м. Найглибша свердловина Бурган-339-А досягла позначки 6777 м (1984). Видобуток нафти здійснюється з 1945. Бл. 80 % видобутку нафти припадає на родов. Великий Бурган. Понад 80 % нафти експортується. Осн. імпортери — Японія, країни Сх. Азії, Західної Європи.
Видобуток нафти в Кувейті на початку XXI ст. (2001) становить 2.5-2.6 млн бар/добу (Mbbl/d). До 2005 передбачається збільшити його до 3 млн бар/добу, а у 2010 — до 3.5 млн бар/добу [Mining Annual Review 2002]. Зокрема, розроблено проєкт вартістю 7 млрд дол., що передбачає подвоєння видобутку нафти на родовищах півночі країни — до рівня 900 тис. бар./добу. Проєкт здійснює державна компанія Kuwait Petroleum Corporation, якій належать всі права по видобутку, переробці і торгівлі нафтою. Передбачається залучення іноземних інвесторів. Мінімальний термін на який розраховано проєкт — 20 років, можливі учасники — гіганти світового нафтового бізнесу: BP, ExxonMobil, ChevronTexaco [Petroenergy Information Network].
Видобуток на родов. Великий Бурган становить 1.6 млн бар/добу (2001) [Mining Annual Review 2002]. Найбільший розпорядник нафтових концесій — Національна нафтова компанія, що належить уряду Кувейту. Розвідка і видобуток нафти в континентальній частині Нейтральної зони на південному сході країни, на кордоні з Саудівською Аравією, здійснюється американською компанією «Америкен індепендент ойл», а на шельфі — японською компанією «Арабіан ойл». Прибутки від видобутку нафти в Нейтральній зоні діляться порівну між Кувейтом і Саудівською Аравією. Щорічно в країні добувається бл. 100 млн т нафти.
Нафтогазові родовища сполучені з промисловими центрами і портами трубопроводами (протяжність нафтопроводу бл. 880 км, газопроводу — 165 км, продуктопроводу для передачі нафтопродуктів — бл. 40 км).
Нафтопереробна пром-сть К. в кінці ХХ ст. має 3 підприємства загальною потужністю бл. 40 млн т на рік. На початок XXI ст. (2001) Кувейт має нафтопереробні потужності в 772,8 тис.бар./добу. Крім того, на тер. країни знаходиться НПЗ компанії «ГАЛФ ОЙЛ». Діє також з-д по переробці газу потужністю 17,4 млрд м3 на рік. Планується реконструкція нафтопереробного сектора з суттєвим збільшенням його потужностей. Транспортування нафти здійснюється нафтопроводами, що з'єднують родовища з портом-терміналом Міна-ель-Ахмаді.
У 2001 р. нафт. пром-сть забезпечує понад 90 % держ. прибутків, осн. частина вартості експорту. Виробництво електроенергії, засноване на використанні нафти і газу. Кувейт з 2005 р імпортуватиме природний газ з Ірану в кількості 22.5-28 млн куб.м/добу, а з кінця 2005 р з Катару 28.3 млрд куб.м/добу [Petroleum Economist. 2003. V.70].

## Друк
У К. видаються журнали «Arab Oil» (з 1978), «Arab Oil and Economic Review» (з 1979) і «ОАРЕС News Bulletin» (з 1975).